# Tư bản khả biến

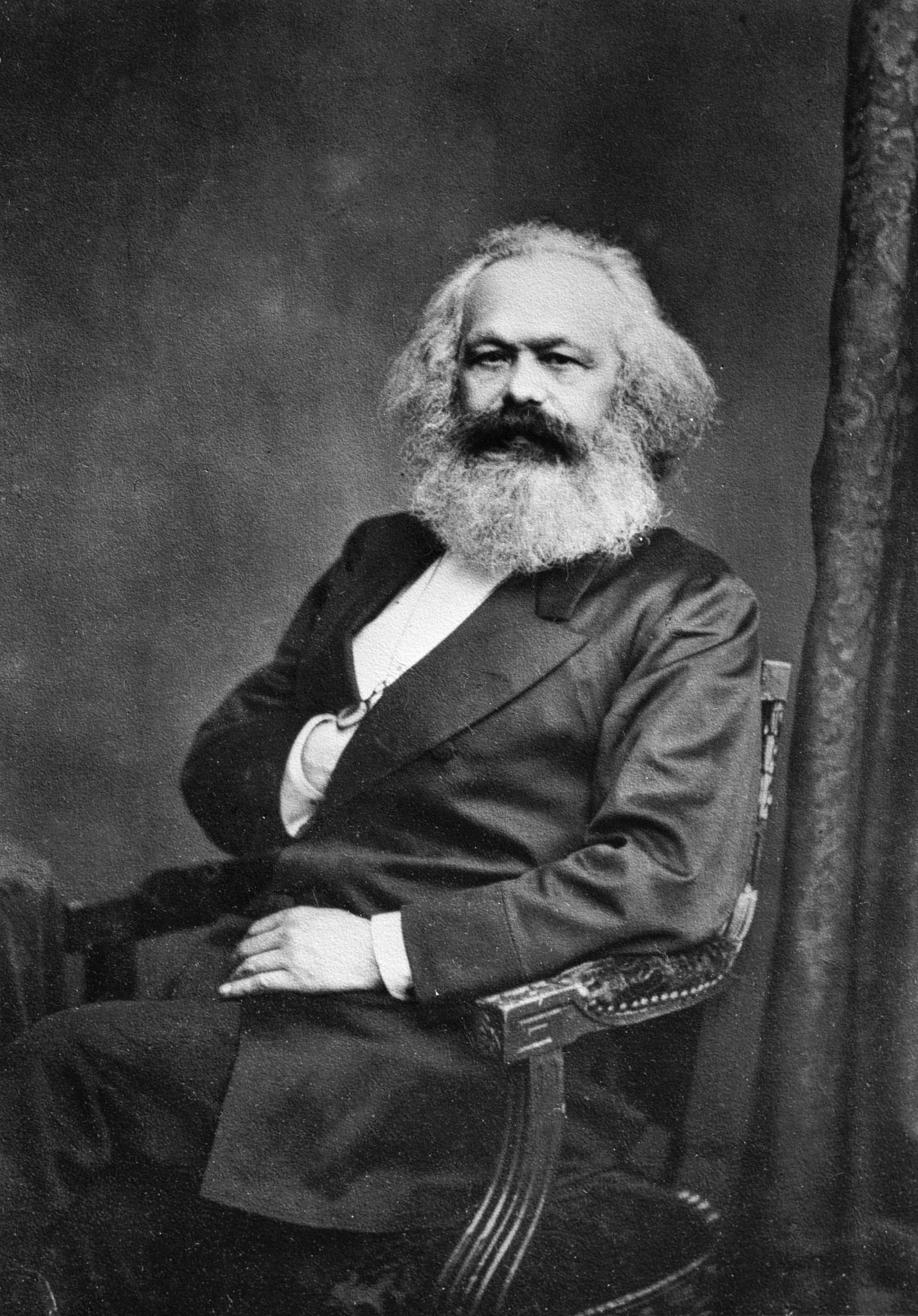
Mác - người đưa ra khái niện tư bản khả biến cùng với khái niệm tư bản bất biến

Trong kinh tế chính trị Marx-Lenin, tư bản khả biến là một bộ phận tư bản dùng để mua sức lao động (trả lương, thuê mướn công nhân), đại lượng của nó thay đổi trong quá trình sản xuất và tạo ra giá trị thặng dư. Tư bản khả biến được Marx ký hiệu là v. Tư bản khả biến có thể tạo ra sự biến đổi về giá trị. Tư bản bất biến là điều kiện cần thiết không thể thiếu được để sản xuất ra giá trị thặng dư, còn tư bản khả biến có vai trò quyết định trong quá trình đó, vì nó chính là bộ phận tư bản đã lớn lên.

## Phân tích
Để sản xuất ra giá trị thặng dư, nhà tư bản phải ứng trước tư bản ra để mua tư liệu sản xuất và sức lao động. Trong quá trình sản xuất, giá trị của tư liệu sản xuất được lao động cụ thể của người công nhân chuyển vào sản phẩm mới, lượng giá trị của chúng không đổi. Bộ phận tư bản ấy được gọi là tư bản bất biến. Nhưng đối với bộ phận tư bản dùng để mua sức lao động thì trong quá trình sản xuất, bằng lao động trừu tượng của mình, người công nhân tạo ra một giá trị mới không chỉ bù đắp đủ giá trị sức lao động của công nhân mà còn tạo ra giá trị thặng dư cho nhà tư bản. Như vậy, bộ phận tư bản này đã có sự biến đổi về lượng và được gọi là tư bản khả biến.
Một mặt, giá trị của nó biến thành các tư liệu sinh hoạt của người công nhân và biến đi trong tiêu dùng của công nhân. Mặt khác, trong quá trình sản xuất, bằng lao động trừu tượng, người công nhân tạo ra giá trị mới không những đủ bù đắp sức lao động của mình, mà còn có giá trị thặng dư cho nhà tư bản. Do vậy, bộ phận tư bản dùng để mua sức lao động đã có sự biến đổi về lượng trong quá trình sản xuất. Bộ phận tư bản này được gọi là tư bản khả biến, ký hiệu là v.

## Ý nghĩa
Việc phân chia tư bản ứng trước thành tư bản bất biến (c) và tư bản khả biến (v) là dựa vào vai trò của từng bộ phận tư bản trong quá trình sản xuất ra giá trị thặng dư. Ở đây việc phân chia tư bản thành tư bản cố định và tư bản lưu động là đặc điểm riêng của tư bản sản xuất và căn cứ của sự phân chia là phương thức chuyển dịch giá trị của chúng vào sản phẩm trong quá trình sản xuất, hay dựa vào phương thức chu chuyển của tư bản.
Trong xí nghiệp tư bản chủ nghĩa, người công nhân tạo ra một giá trị, xét về quy mô thì vượt quá những chi phí về tiền lương, nghĩa là tạo ra giá trị thặng dư. Do đó, giá trị của tư bản ứng trước không những được bảo tồn trong quá trình tạo ra giá trị mới, mà còn tăng thêm một đại lượng bằng đại lượng của giá trị thặng dư. Mac là người đầu tiên tìm ra việc phân chia tư bản thành tư bản bất biến và tư bản khả biến. Giá trị thặng dư chỉ là số tăng thêm của tư bản khả biến điều đó đã chỉ rõ nguồn gốc thực sự của việc tạo ra giá trị thặng dư.
Tư bản khả biến còn là một tham số để tính tỷ suất giá trị thặng dư (m')